# Hansol Korea Open 2007
Hansol Korea Open Tennis Championships 2007 — жіночий тенісний турнір, що проходив на відкритих кортах з твердим покриттям у Сеулі (Південна Корея). Належав до турнірів 4-ї категорії в рамках Туру WTA 2007. Тривав з 24 до 30 вересня 2007 року.

## Очки і призові

### Нарахування очок
| Дисципліна       | П   | Ф  | ПФ | ЧФ | 1/8 | 1/16 | Q   | Q3  | Q2  | Q1  |
| Одиночний розряд | 115 | 80 | 50 | 30 | 15  | 1    | 7   | 3   | 2   | 1   |
| Парний розряд    | 115 | 80 | 50 | 30 | 1   | Н/Д  | Н/Д | Н/Д | Н/Д | Н/Д |

### Призові гроші
| Дисципліна       | П       | Ф       | ПФ     | ЧФ     | 1/8    | 1/16 | Q3   | Q2   | Q1   |
| Одиночний розряд | $21,140 | $11,395 | $6,140 | $3,310 | $1,775 | $955 | $515 | $280 | $165 |
| Парний розряд *  | $6,240  | $3,360  | $1,810 | $970   | $525   | Н/Д  | Н/Д  | Н/Д  | Н/Д  |

* на пару

## Учасниці основної сітки в одиночному розряді

### Сіяні
| Країна    | Гравчиня        | Рейтинг | Сіяна |
| --------- | --------------- | ------- | ----- |
| США       | Вінус Вільямс   | 9       | 1     |
| Угорщина  | Агнеш Савай     | 23      | 2     |
| Японія    | Ай Суґіяма      | 32      | 3     |
| Росія     | Марія Кириленко | 35      | 4     |
| Греція    | Елені Даніліду  | 37      | 5     |
| Німеччина | Мартіна Мюллер  | 45      | 6     |
| Японія    | Накамура Айко   | 51      | 7     |
| Японія    | Морігамі Акіко  | 56      | 8     |

### Інші учасниці
Нижче наведено учасниць, які отримали вайлдкард на участь в основній сітці:
- Han Sung-hee
- Kim So-jung
- Lee Ye-ra

Нижче наведено гравчинь, які пробились в основну сітку через стадію кваліфікації:
- Марта Домаховська
- Намігата Дзюнрі
- Абігейл Спірс
- Марина Еракович

### Знялись
- Агнеш Савай (травма лівого стегна)

## Учасниці основної сітки в парному розряді

### Сіяні
| Країна            | Гравчиня       | Країна            | Гравчиня          | Рейтинг | Сіяна |
| ----------------- | -------------- | ----------------- | ----------------- | ------- | ----- |
| Китайський Тайбей | Чжуан Цзяжун   | Китайський Тайбей | Сє Шувей          | 86      | 1     |
| Греція            | Елені Даніліду | Німеччина         | Ясмін Вер         | 103     | 2     |
| Франція           | Северін Бремон | Росія             | Галина Воскобоєва | 144     | 3     |
| Японія            | Морігамі Акіко | Японія            | Накамура Айко     | 163     | 4     |

### Інші учасниці
Нижче наведено пари, які отримали вайлдкард на участь в основній сітці:
- Чо Юн Чон /  Kim Jin-hee

Пари, що потрапили в основну сітку як заміна:
- Кортні Негл /  Робін Стівенсон

### Знялись
Перед початком турніру:
- Енн Кеотавонг (травма стегна)

Під час турніру:
- Северін Бремон (upper leg strain)

## Фінальна частина

### Одиночний розряд
Вінус Вільямс —  Марія Кириленко 6–3, 1–6, 6–4

### Парний розряд
Чжуан Цзяжун /  Сє Шувей —  Елені Даніліду /  Ясмін Вер 6–2, 6–2

Для Чжуан Цзяжун це був другий підряд титул у парі з Сє Шувей.